# Приватизация в Казахстане
Приватизация в Казахстане — процесс передачи государственного имущества Республики Казахстан в частную собственность, который осуществляется в Казахстане с начала 1990-х годов (после распада СССР). Зачастую приватизация проходила без должного регулирования и прозрачности, что привело к концентрации богатства у узкой группы лиц, росту социального неравенства, снижению эффективности многих предприятий и утрате доверия к рыночным реформам.

## Этапы приватизации
В докладе «Приватизация как элемент системы управления объектами государственной собственности, направленная на переход к рыночной экономике», подготовленном председателем Комитета государственного имущества Казахстана Эдуардом Утеповым, выделяются четыре этапа приватизации, которые прошли в Казахстане:
- Первый (1991—1992 годы), в ходе которого был приватизирован 4771 объект, в том числе 472 совхоза, переданных в коллективную собственность.
- Второй (1993—1995 годы) — самый массовый, в нём (преимущественно формально) приняло участие 67 % всего населения, или около 11 млн человек. В итоге было продано 6037 объектов, что принесло в казну порядка 9,5 млрд тенге. Прошла сплошная приватизация государственного жилищного фонда, что позволило сформировать широкий слой частных собственников, владеющих недвижимым имуществом, по которому расширялся инструментарий его использования, от простого проживания к различным вариантам совершения гражданских сделок, начиная от купли-продажи и заканчивая залогом, что в конечном итоге позитивно влияло на развитие экономических отношений в обществе.
- Третий этап (1996—1998 годы) характеризовался тем, что государственная собственность продавалась исключительно за наличные. Было реализовано 2615 акционерных обществ и 2905 объектов социальной сферы. В рамках этого этапа к приватизации допустили иностранных инвесторов, которым было продано 54 предприятия.
- Четвертый этап (1998—2013 годы) включал в себя несколько акций — к примеру, продажу активов фонда «Самрук-Казына» в 2010—2013 годах.

В феврале 2014 году президент Казахстана Нурсултан Назарбаев на расширенном заседании правительства сообщил, что к 2020 году доля государственной собственности не должна превышать 15 % от ВВП Казахстана. В 2016 году Министерство национальной экономики Казахстана представило список из почти 260 государственных компаний и дочерних предприятий национальных холдингов, которые должны быть приватизированы.

## История
В 1991 году 87 % трудоспособного населения работали в государственном секторе, в том числе 75 % — на государственных предприятиях. Остальные 13 % были заняты в кооперативном секторе. Балансовая стоимость материальных активов государственных учреждений к концу 1991 года составляла 200 млрд рублей. В стране было около 21 тыс. государственных предприятий. 11 июня 1991 года (ещё до распада СССР) было принято постановление Бюро Центрального комитета Компартии Казахстана «О позиции Компартии Казахстана в вопросах преобразования государственной собственности в Казахской ССР», в котором было написано: «Бюро ЦК КПК обращает внимание на исключительную важность проведения последовательной и взвешенной политики в области преобразования государственной собственности. Этот процесс затрагивает основы общественного строя, имеет непосредственное отношение к вопросу о власти».
В Стратегии становления и развития Казахстана как суверенного государства президент Казахстана Нурсултан Назарбаев поставил задачу о переходе 60—70 % всех государственных активов в частную собственность. В 1992 году Назарбаев утвердил Национальную программу разгосударствления и приватизации собственности, в которой были поэтапно охвачены сферы: сначала объекты торговли, бытовых услуг, коммунального хозяйства, жилищного сектора, затем — более крупные, такие как промышленность, строительство, сельское хозяйство, после этого — крупнейшие предприятия индустрии. С учётом высоких темпов инфляции и отсутствия у жителей средств на приватизацию, всем жителям Казахстана при участии в приватизации жилья были розданы жилищные приватизационные купоны, которые служили средством расчёта. К началу 1993 года около 5000 объектов было приватизировано, также была проведена приватизация жилищного фонда благодаря использованию купонного механизма (казахстанцы приобрели свои квартиры в частную собственность за относительно небольшую сумму).
В начале 1993 года правительство подготовило государственную программу приватизации на 2-3 года, согласно которой были определены начало малой приватизации, всеобщей приватизации и приватизации крупной промышленности по частным проектам. Особую сложность представляла приватизация предприятий. В условиях, когда некоторые из них приостанавливали свою деятельность, было сложно определить реальную цену того или иного предприятия. Многие промышленные объекты страны уже представляли собой производственные цеха и административные здания с устаревшим оборудованием с большими долгами.
По воспоминаниям первого президента Казахстана Нурсултана Назарбаева:
Главная особенность нашей приватизации — её быстрое проведение. Процедуры подготовки к приватизации и самой продажи протекали в максимально сжатые сроки. На проведение тендеров давался один месяц, а на аукцион еще меньше — 15 дней. Основная причина такой оперативности была обусловлена ещё более быстрым проведением незаконной приватизации путем «смыва» финансовых источников и основных фондов предприятий. Руководители многих предприятий и организаций специально тормозили приватизацию, доводили предприятия «до ручки», искусственно увеличивая их долги и таким образом создавая условия для своего незаконного обогащения, а также близких им людей. Если бы этот процесс продолжался и далее, то после такой «коммерциализации» предприятий не осталось бы никакого имущества, пригодного для приватизации, а об их дальнейшей нормальной работе следовало и вовсе позабыть.
К концу 1993 года в стране было преобразовано 6 198 объектов, оценённых на 41 млрд рублей по ценам 1991 года. Владельцами собственности стали 767 тыс. человек на приватизированных предприятиях (12 % всех работающих на них). При этом не были выполнены планы по приватизации объектов торговли и бытовых услуг. Например, в торговле на долю 40 % приватизированных предприятий пришлось только 4,5 % розничного товарооборота. В негосударственном секторе сферы бытовых услуг из приватизированных 50 % предприятий только 21 % оказывал бытовые услуги.
В начальный период приватизации населению были также розданы приватизационные инвестиционные купоны. Люди в свою очередь внесли их в инвестиционные фонды, из которых предприятия должны были выкупить акции. Но зачастую наблюдалось, что эти фонды вывели активы через свои подставные фирмы. По законодательству именно того периода это не являлось нарушением закона, но в результате, были многочисленные случаи когда предприятия оказывались в руках недобросовестных владельцев, которые полностью разворовали предприятия и скрывались.

### Премьерство Кажегельдина
В 1994—1997 годах премьер-министром Казахстана был Акежан Кажегельдин, при котором были совершены сильные нарушения при приватизации крупных предприятий. Ряд предприятий (например, АО «Сарыаркаполиметалл» в Жайреме, Ачисайский полиметаллический комбинат и др.) были приватизированы подозрительно дешево. Часть постановлений по приватизации Кажегельдин подписывал лично, не проводя заседания правительства. Например, в 1995 году подписал постановление о приватизации ССГПО, в 1996 году — Экибастузской ГРЭС‑1. В итоге комплекс Экибастузской ГРЭС-1 при фактической оценочной стоимости 23,7 млрд тенге был продан на закрытом тендере с применением процедуры голландских торгов американоизраильской компании AES Suntree Power Ltd по заниженной цене — 100 млн тенге.
15 июля 1996 года президент Казахстана Назарбаев указом аннулировал ряд постановлений премьера, принятых в нарушение законодательства. Например, по отменённым постановлениям, должны были быть признаны банкротами перспективные Иртышский полиметаллический комбинат и Ульбинский металлургический завод. Премьер-министра Кажегельдина правоохранительные органы привлекли к ответственности за взятки, превышение власти и служебных полномочий, вымогательство, и решением суда он был осуждён на 12 лет. Но во время судебного разбирательства, Кажегельдин под поводом лечения выехал за границу и не вернулся в страну.